# 巴勒謝德 (密西西比州)
巴勒謝德（英語：Baleshed，又稱巴勒謝德登陸處（英語：Baleshed Landing）或堆棧式登陸處（英語：Stack Landing）是一座位於美國密西西比州伊薩奎納縣的鬼鎮。坐落於密西西比河之濱。
1833年，巴勒謝德設立于曾被斯蒂芬·鄧肯准予的半島上，以一坐落於在運輸之前儲放的成捆的棉花命名。
巴勒謝德擁有一座郵政局，于1888至1917年之間運行。1900年共24人口。
直至2000年，現存的一座用於存儲貨幣的石庫依然存在。